# The Stone Roses (álbum)
The Stone Roses é o álbum de estreia da banda The Stone Roses lançado em 1989. Foi gravado principalmente no Battery Studios em Londres com o produtor John Leckie de junho de 1988 a fevereiro de 1989 e lançado em 2 de maio pela Silvertone Records.

## Contexto
Formada em Manchester, onde o movimento conhecido como madchester estava se originando, os Stone Roses se juntaram em 1983 e lançaram um punhado de singles por várias gravadoras diferentes. Gravaram seu álbum de estreia auto-intitulado com John Leckie, um produtor que já havia trabalhado com o Pink Floyd no álbum Meddle. As gravações aconteceram principalmente no Battery Studios de Londres, com sessões adicionais no Konk e Rockfield Studios.

## Faixas

### Edição original (1989)
1. "I Wanna be Adored" - 4:52
2. "She Bangs the Drums" - 3:42
3. "Waterfall" - 4:37
4. "Don't Stop" - 5:17
5. "Bye Bye Badman" - 4:00
6. "Elizabeth my Dear" - 0:59
7. "(Song for my) Sugar Spun Sister" - 3:25
8. "Made of Stone" - 4:10
9. "Shoot you Down" - 4:10
10. "This is the One" - 4:58
11. "I am the Resurrection" - 8:12

Nota: A versão norte-americana mescla um single anterior, "Elephant Stone" antes de "Waterfall" e adiciona "Fools Gold" como última faixa.

### Edição do aniversário de 10 anos (1999)
1. "I Wanna Be Adored" - 4:52
2. "She Bangs the Drums" - 3:42
3. "Waterfall" - 4:37
4. "Don't Stop" - 5:17
5. "Bye Bye Badman" - 4:00
6. "Elizabeth My Dear" - 0:59
7. "(Song for My) Sugar Spun Sister" - 3:25
8. "Made of Stone" - 4:10
9. "Shoot You Down" - 4:10
10. "This Is the One" - 4:58
11. "I Am the Resurrection" - 8:12

disco 2
1. "Fools Gold" - 9:53
2. "What The World Is Waiting For" - 3:55
3. "Elephant Stone" - 4:48
4. "Where Angels Play" - 4:15

O segundo disco inclui ainda uma se(c)ção multimédia com videoclipes, discografia, letras e galeria de fotos.

## Ficha técnica
Créditos adaptados do encarte do álbum.
The Stone Roses
- Ian Brown – vocal
- Mani – baixo
- Reni – bateria, vocal de apoio, piano em "She Bangs the Drums"
- John Squire – guitarra, vocal de apoio em "She Bangs the Drums"

Produção
- Peter Hook – produtor em "Elephant Stone"
- John Leckie – produção, engenheiro de mixagem em "Elephant Stone"
- Paul Schroeder – engenheiro de som
- John Squire — arte de capa

## Posição nas paradas musicais
| Parada (1989–90)               | Melhor posição |
| ------------------------------ | -------------- |
| Austrália (ARIA)               | 36             |
| Países Baixos (Dutch Charts)   | 44             |
| Nova Zelândia (RMNZ)           | 11             |
| Noruega (VG-lista)             | 12             |
| Suécia (Sverigetopplistan)     | 30             |
| Reino Unido (UK Albums Chart)  | 19             |
| Estados Unidos (Billboard 200) | 86             |

| Parada (2004)                 | Melhor posição |
| ----------------------------- | -------------- |
| Reino Unido (UK Albums Chart) | 9              |

| Parada (2009)                 | Melhor posição |
| ----------------------------- | -------------- |
| Reino Unido (UK Albums Chart) | 5              |

## Certificações
| Região            | Certificação | Vendas     |
| ----------------- | ------------ | ---------- |
| Reino Unido (BPI) | 4× platina   | 1,200,000^ |